# Zuid-Hollands volkslied
Het volkslied van Zuid-Holland, ook het Zuid-Hollandlied genoemd, is het volkslied van de Nederlandse provincie Zuid-Holland. Het dateert uit 1950. De tekst werd geschreven door L.C. Winkelman en de muziek door H.G. Lukkien, die indertijd allebei als ambtenaar bij de provincie werkzaam waren.
Het eerste couplet spreekt lof uit over het Zuid-Hollandse landschap, het tweede couplet vermeldt feiten over Den Haag, de hoofdstad van de provincie.

## Tekst
I

Zuid-Holland met je weiden en 't grazende vee,

Je molens, je duinen, je strand en je zee,

Je plassen en meren, aan schoonheid zo rijk,

Je grote rivieren, betoomd door de dijk,

Je akkers met graan, waar de wind overgaat,

Je bloembollenvelden in kleurig gewaad!

Aan jou o, Zuid-Holland, mijn heerlijk land, mijn heerlijk land,

Aan jou o, Zuid-Holland, heb ik mijn hart verpand!

II

Zuid-Holland, je hoofdstad zo mooi en zo oud,

Je weids 's-Gravenhage, met Plein en Voorhout,

Daar vindt men 't bestuur van Provincie en Land,

Daar wonen ook ambassadeur en gezant.

Daar gingen de graven van Holland op jacht,

Daar zetelt Oranjes doorluchtig geslacht!

Aan jou, o Zuid-Holland, historisch land, historisch land

Aan jou, o Zuid-Holland, heb ik mijn hart verpand!